# Biscutella lyrata
Biscutella lyrata är en korsblommig växtart som beskrevs av Carl von Linné. Biscutella lyrata ingår i släktet Biscutella och familjen korsblommiga växter. Inga underarter finns listade i Catalogue of Life.